# جوكا كوسكينين
جوكا كوسكينين (29 نوفمبر 1972 بلاهتي في فنلندا - ) هو لاعب كرة قدم كوري جنوبي وفنلندي في مركز الدفاع. شارك مع منتخب فنلندا لكرة القدم. أما مع النوادي، فقد لعب مع فيلم تو تيلبورغ وميبا ونادي سول ونادي لاهتي وهكا وReipas Lahti ‏.

## وصلات خارجية
- جوكا كوسكينين على موقع الاتحاد الدولي (مؤرشف)  (الإنجليزية)
- جوكا كوسكينين على موقع دوري كوريا الجنوبية (الإنجليزية)
- جوكا كوسكينين على موقع قاعدة بيانات كرة القدم.إي يو (الإنجليزية)
- جوكا كوسكينين على موقع ناشيونال فوتبول تيمز (الإنجليزية)